# 六本木

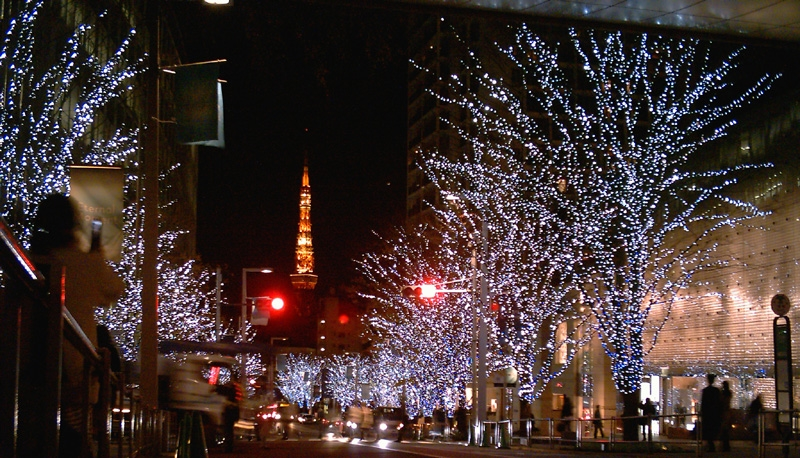
六本木新城·櫸樹坂大道（けやき坂通り）的聖誕節燈光造景

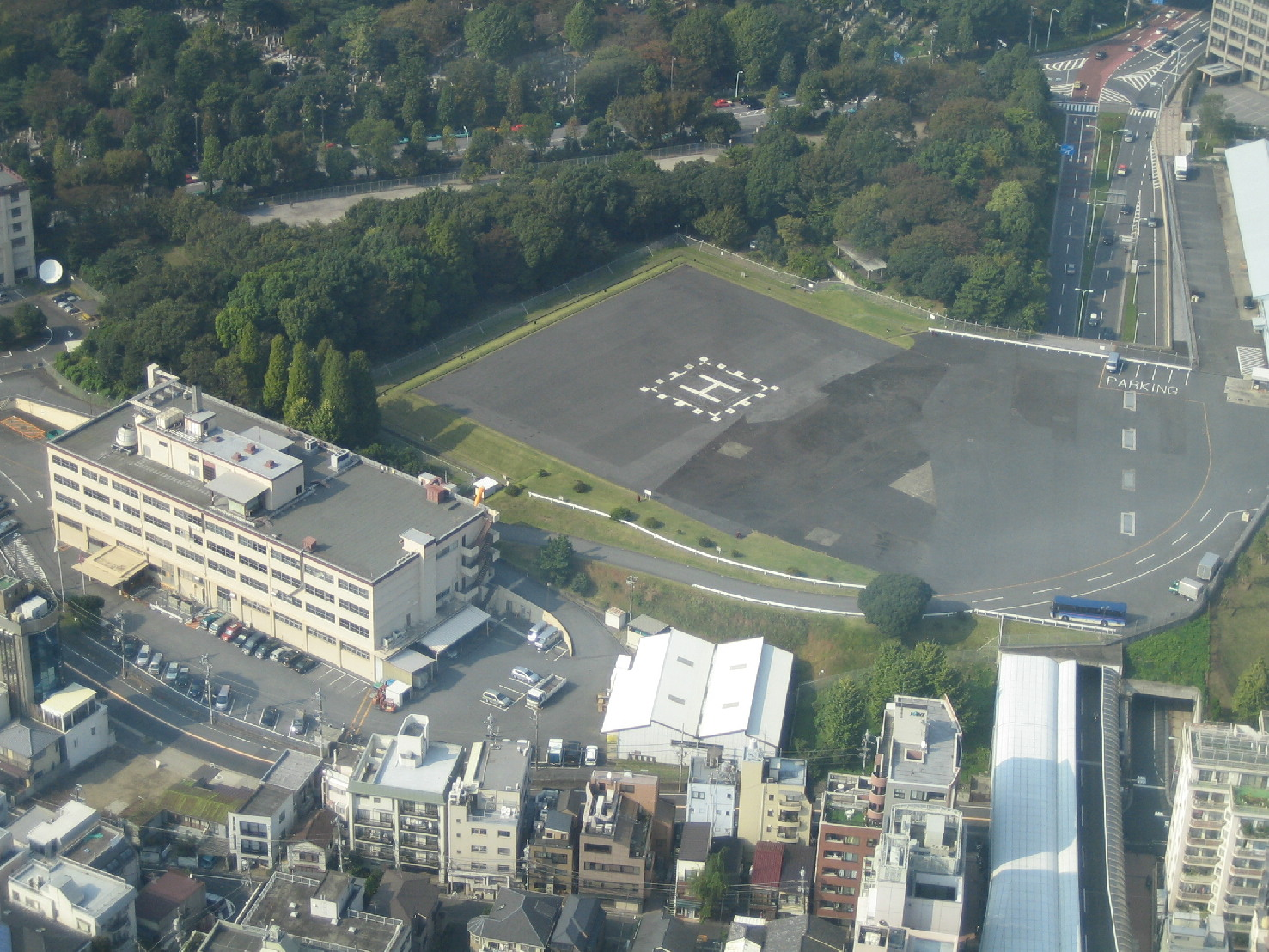
六本木的美國陸軍「赤坂新聞中心」（Akasaka Press Center）直升機降落場，日本民間稱作「麻布美軍直升機基地」（麻布米軍ヘリ基地）

六本木（日语：／ Roppongi */?）是位於日本東京都港區的街區，坐落於港區的北側，北鄰南青山，東接赤坂，東南臨虎之門，南接麻布台、麻布永坂町、麻布十番，西南臨元麻布，西接西麻布。現行行政地名為六本木一丁目至六本木七丁目。2022年10月1日的人口為13,119人。郵遞區號106-0032。
六本木是駐日大使館的主要聚集地，以聚集外國人與夜生活而聞名。雖然有鬧區的強烈印象，但是並沒有百貨公司設於此地。時至今日，商辦設施、高級公寓，以及方舟之丘、泉花園大廈、六本木新城、東京中城等都市再開發計畫，讓六本木呈現多樣的面貌。

## 歷史
現在的六本木町域大半在過去為武家地，江戶時代的「六本木町」是門前町，位置大約是現在的六本木交差點附近。明治以來，「六本木町」包含了寺院與大久保加賀守的下屋敷地區。充沛的湧泉與地下水使得此地的金魚養殖興盛。
六本木周邊曾設有日軍的軍事設施。龍土町（現六本木七丁目）是1936年（昭和11年）二二六事件中的歩兵第三連隊駐屯地，相鄰的赤坂區檜町（現赤坂九丁目）是歩兵第一連隊駐屯地。
六本木在明治時代昭和初期屬麻布區，戰後從麻布區改屬港區、住居表示實施前的六本木五丁目、六本木六丁目、六本木七丁目一部分屬「麻布六本木町」。六本木在行政區劃、警察署、郵便局等都屬於麻布的管轄範圍。
1967年7月1日，六本木町、龍土町、三河台町、今井町、材木町、鳥居坂町、東鳥居坂町、永坂町半部、部分飯倉片町、北日窪町等麻布地區北部實施住居表示，町名定為六本木（六本木一丁目至六本木七丁目）。
六本木一帶原本設有軍事設施，第二次世界大戰日本投降後，設施被駐日美軍接收，此後附近逐漸開設了為外國人而設的商店與飲食店。其後附近又開設了多間電視台，如朝日電視台等，加上外國使館的設置，六本木遂演變成酒吧、夜總會等夜點林立的繁華地區。至今美國陸軍在六本木七丁目的青山公園南地區仍設置有「赤坂新聞中心」和「哈迪軍營」（Hardy Barracks），包含一座被日本民間稱作「麻布美軍直升機基地」的設施。
1960年代後半期開始，以外國人與較富裕的日本人為對象的舞廳開始在六本木開業，吸引不少外國人、藝能人與傳媒工作者在此消遣。1980年代後期，泡沫經濟高峰時期，迪斯可數目有數十家之多，但其後經濟泡沫爆破，部份迪斯可結業。近年來，由於特種行業的聚集，六本木一帶的治安亦逐漸變壞。
2003年，大型再開發複合都市地帶六本木新城完成，讓六本木呈現新的面貌，演變成為辦公室及高級消費場所林立的地區。2007年年初，國立新美術館和東京中城相繼於六本木完工啟用，使六本木躍升成為東京重要的中心商務區之一。
2018年有報導指出，六本木自上世紀八、九十代，發展商森大厦（Mori Building）着手「六本木新城」計劃，大幅收購區內細小地皮加以整理，並以文藝生活為重建計劃的重心，成為日本文創空間的火車頭。2003年，樓高54層的六本木之丘森大樓（Roppongi Hills）開幕，成為東京新地標，而森美術館位於大樓頂層，從地面是看不到的。所以他們把藝術品放到街上，把地面的人和空中的美術館連結起來。當走在六本木新城的公共區域上，隨處可見由森美術館挑選的戶外雕塑，而在主幹道櫸坂大道沿線，則有由十三位日本及國際設計大師創作的街頭裝置。

### 地名的由來
地名的由來：
- 傳說此地有六顆松樹
- 江戶時代，六個姓氏漢字皆有「木」字的家族在此建有房屋居住，分別為青木氏、一柳氏、上杉氏、片桐氏、朽木氏及高木氏。

### 沿革
- 1878年（明治11年）11月2日 - 大區小區制（日语：大区小区制）廢止，郡區町村編制法（日语：郡區町村編制法）施行，屬東京府麻布區。
- 1889年（明治22年）5月1日 - 市制施行，屬東京府東京市麻布區。
- 1943年（昭和18年）7月1日 - 東京都制（日语：東京都制）施行，屬東京都麻布區。
- 1947年（昭和22年）3月15日 - 屬東京都港區。
- 1967年（昭和42年）7月1日 - 住居表示施行，設立六本木一丁目至七丁目[4]。
- 1978年（昭和53年）9月1日 - 六本木六丁目町域擴大[5]。

### 町名變遷
| 實施後       | 實施年月日   | 實施前（無特別註記表部分地區）                                                                                   |
| ------------ | ------------ | --- |
| 六本木一丁目 | 1967年7月1日 | 赤坂榎坂町（全域）、赤坂靈南坂町（全域）、麻布市兵衛町一丁目、麻布市兵衛町二丁目、麻布箪笥町、麻布谷町           |
| 六本木二丁目 | 1967年7月1日 | 麻布箪笥町、麻布谷町、麻布今井町                                                                                 |
| 六本木三丁目 | 1967年7月1日 | 麻布仲之町（全域）、麻布市兵衛町二丁目、麻布箪笥町、麻布谷町、麻布今井町、麻布三河台町                           |
| 六本木四丁目 | 1967年7月1日 | 麻布市兵衛町二丁目、麻布今井町、麻布三河台町                                                                     |
| 六本木五丁目 | 1967年7月1日 | 麻布鳥居坂町（全域）、麻布東鳥居坂町（全域）、麻布飯倉片町、麻布永坂町、麻布南日窪町、麻布北日窪町、麻布六本木町 |
| 六本木六丁目 | 1967年7月1日 | 麻布櫻田町（全域）、麻布宮村町（全域）、麻布南日窪町、麻布北日窪町、麻布材木町、麻布六本木町、麻布霞町           |
| 六本木六丁目 | 1978年9月1日 | 麻布南日窪町（全域）                                                                                             |
| 六本木七丁目 | 1967年7月1日 | 麻布龍土町（全域）、麻布新龍土町（全域）、赤坂青山南町一丁目（全域）、麻布材木町、麻布六本木町、麻布霞町         |

### 繁華街

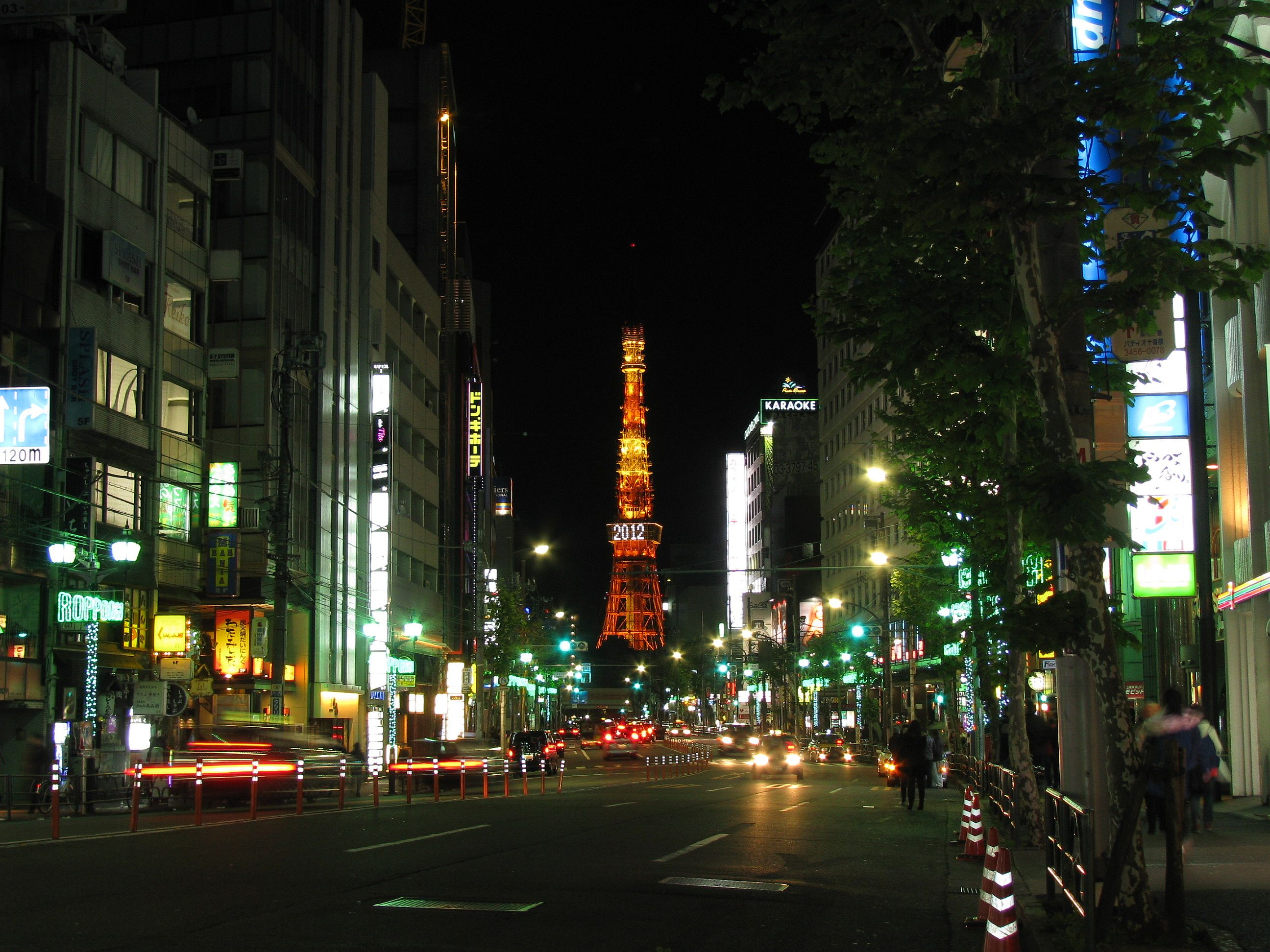
週末的繁華街

六本木一帶的軍事施設在太平洋戰爭中損毀，戰後與殘留的各國大使館一同被同盟國接收。之後，以外國人為主要客群的商店、餐廳陸續開幕。1950年代後半，NET（日本教育電視台、現朝日電視台）開台。
1960年代起，日本料理「瀨里奈」、中華料理「香妃園」與「魯山」、義大利料理「ANTONIO」等名店陸續在六本木開店，藝人、時尚模特兒、海外明星的來訪讓六本木廣為人知。1960年代後半起，餐廳、Supper club、Go Go club陸續進駐高地以外的住宅街，讓住宅區一躍成為繁華街道，1975年（昭和50年）起，六本木逐漸取代赤坂成為知名的娛樂地點。
1980年代後半起的日本泡沫經濟時期，以六本木廣場大廈為中心聚集了數十間迪斯可舞廳，隨著大衆化而蓬勃發展。隨著泡沫經濟破裂，1993年（平成5年）後多數舞廳倒閉，卡拉OK店與坐檯酒店興起。
2010年（平成22年）起，日夜穿梭的上班族與OL讓六本木形成辦公商區的強烈印象，而聚集了外國使館（西班牙駐日大使館、瑞典駐日大使館等）的六本木一丁目與美軍設施（直升機場、星條旗新聞社等）的六本木七丁目也讓人有外國人在此聚集的印象。
週末夜的六本木，酒吧、夜店、酒店林立。除了穿梭夜店的年輕人與外國人，街上也可見酒店小姐招攬著外國客。但是傷害事件、賭場賭博、麻藥交易的違法行為層出不窮，不時有逮捕事件發生。例如，西非奈及利亞人在新宿歌舞伎町與六本木周邊開店，試圖從醉客身上謀取暴利。此外，如同新宿歌舞伎町等地，暴力團、青少年犯罪團體、外國黑手黨之間的衝突事件不斷發生。
因此，六本木地區也被美國國務院、英國駐日大使館、澳洲駐日大使館等列為遊客危險地區。

### 六本木新城

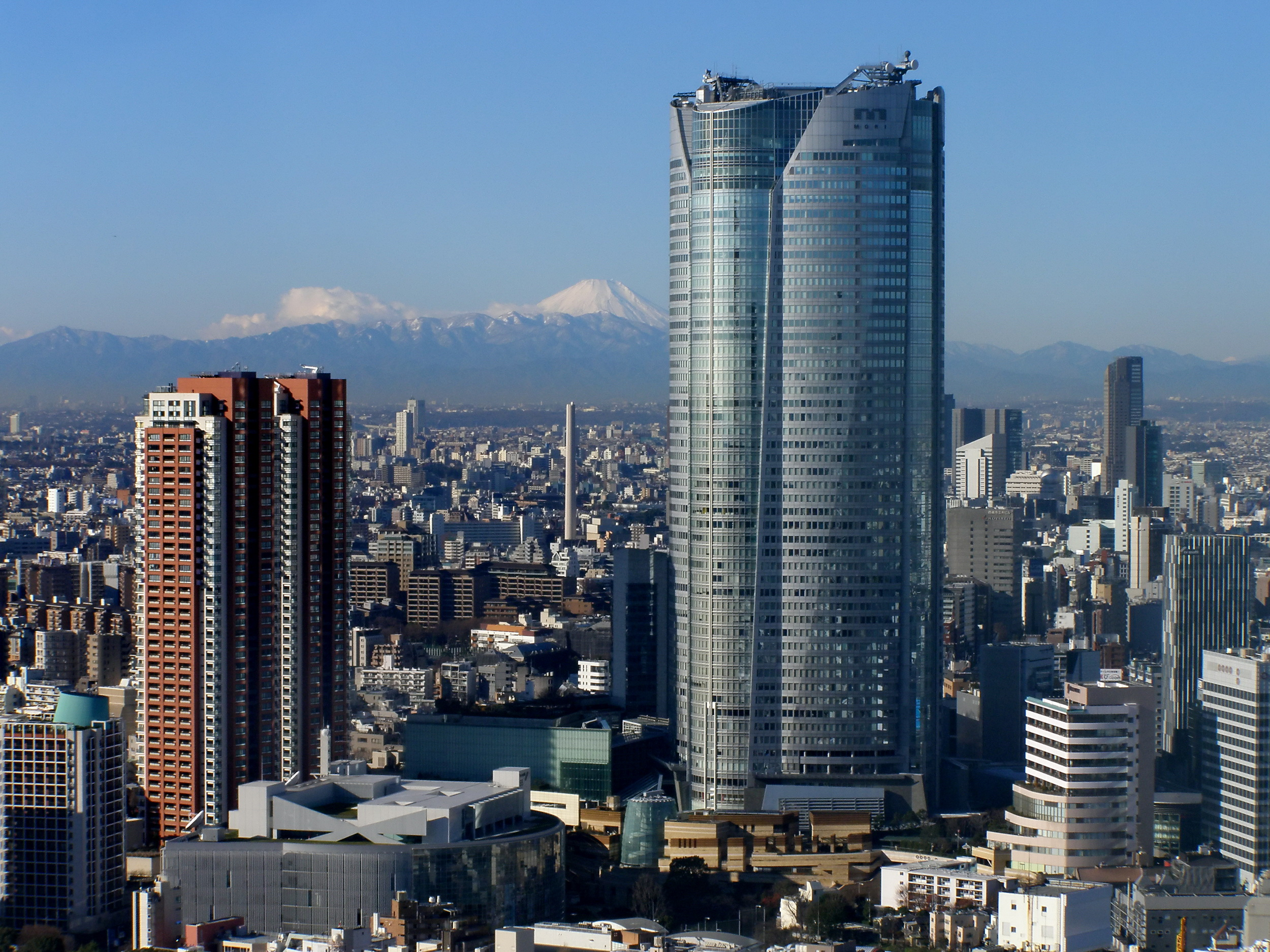
六本木新城

- 江戶時代，麻布日窪（現在的六本木六丁目）是長府毛利家（長州藩支藩的長門府中藩）的屋敷地。

長門府中藩出身的乃木希典在此出生。
- 1952年，Nikka Whisky東京工場設立。
- 1959年，朝日電視台（當時名為日本教育電視台）本社設立。
- 2003年4月，「六本木新城」開業。

這次的再開發（通稱：六六再開發）是1980年代開始，持續長達20年的都市更新計畫。

### 東京中城

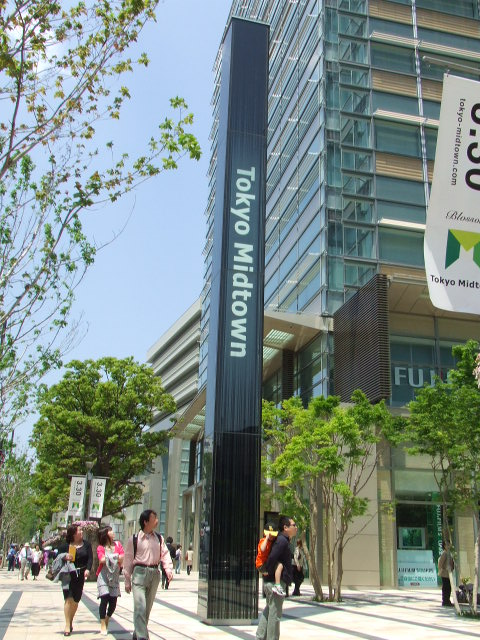
東京中城

陸上自衛隊檜町駐屯地（赤坂九丁目）在2000年（平成12年）5月遷離，新的複合設施「東京中城」在2007年（平成19年）3月30日於本地開幕。正式地址為赤坂九丁目。

## 交通
鐵路
- 六本木站（東京地下鐵日比谷線） - 都營大江戶線車站位於赤坂。
- 六本木一丁目站（東京地下鐵南北線）

巴士
- 都營巴士澀谷營業所（日语：都営バス渋谷営業所）
  - 都01・都01折返・RH01・深夜01
- 都營巴士品川營業所
  - 反96
- 都營巴士新宿支所
  - 澀88

道路
- 六本木通（東京都道412號霞關澀谷線）
- 外苑東通（東京都道319號環狀三號線（日语：東京都道319号環状三号線））
- 朝日電視台通

首都高速道路、出入口
- 首都高速都心環狀線（飯倉出入口、谷町JCT）
- 首都高速3號澀谷線（谷町JCT）

## 設施
六本木一丁目
- 方舟之丘
- 三得利音樂廳
- 泉花園大廈
- 泉屋博古館分館
- 六本木一丁目站

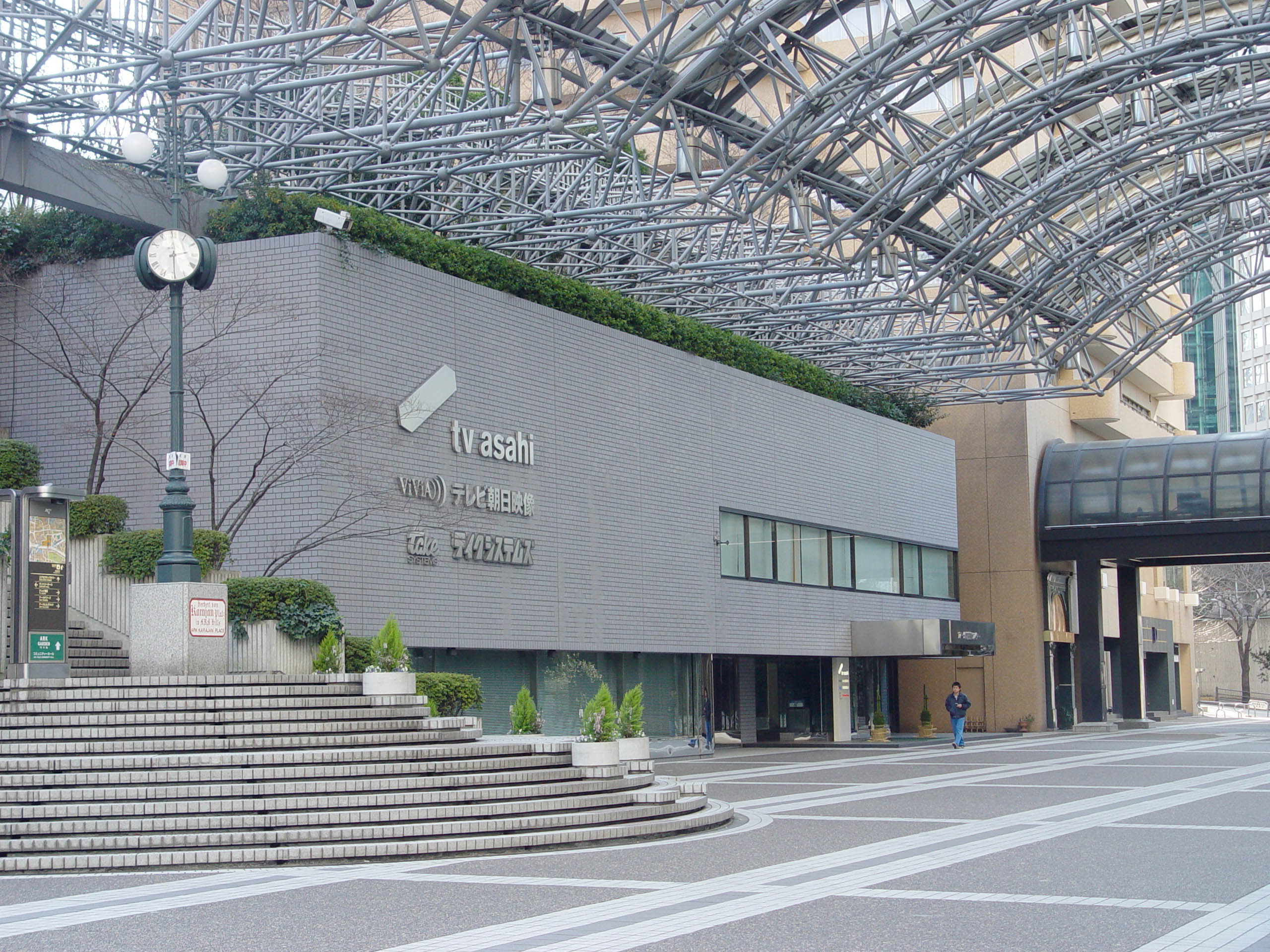
朝日電視台ARK放送中心

- Hotel Villa Fontaine（日语：ヴィラフォンテーヌ）六本木
- CHIANTI (義大利餐廳)（日语：キャンティ (イタリア料理店)）
- 大倉飯店別館
- 尼可拉斯披薩屋
- 沙烏地阿拉伯駐日大使館
- 西班牙駐日大使館
- 瑞典駐日大使館
- 密克羅尼西亞聯邦駐日大使館
- Laforet博物館
- 御組坂
- 農林水產省生活技術研究館
- 道源寺坂（日语：道源寺坂）

六本木二丁目
- 美國駐日大使館宿舍
- 南部坂（日语：南部坂）

六本木三丁目
- 日本台湾交流協会（東京本部）
- 瀬里奈 料理
- 香妃園 中華料理
- 住友不动产六本木Grand大厦
- 雪崩坂（日语：なだれ坂）
- Bar Lounge INDIGO
- Hotel Villa Fontaine六本木別館（舊六本木王子大飯店）

六本木四丁目
- 三河台公園

六本木五丁目
- 東洋英和女學院中學部、高等部（日语：東洋英和女学院中学部・高等部）
- 東洋英和女學院小學部（日语：東洋英和女学院小学部）
- U.GOTO FLORIST 花店
- STEAK HOUSE CHACO 牛排館
- 麻布地區總合支所
- 於多福坂
- 饂飩坂
- 鳥居坂（日语：鳥居坂）
- 菲律賓駐日大使館
- 新加坡駐日大使館
- 港區立麻布圖書館
- 史努比博物館

六本木六丁目
- 六本木新城
- 森美術館
- 朝日電視台本社
- 東京君悅酒店（日语：グランドハイアット東京）
- 麻布警察署（日语：麻布警察署）
- 港區立六本木中學校（日语：港区立六本木中学校）
- 麻布隧道
- 芋洗坂（日语：芋洗坂）
- ALMOND（日语：アマンド）六本木店（洋果子）
- 東京都立六本木高等學校（日语：東京都立六本木高等学校）

六本木七丁目
- 六本木站
- clover（洋果子）
- 六本木宜必思酒店（日语：ホテルアイビス六本木）
- 六本木西公園
- 政策研究大學院大學
- 心臓血管研究所附屬醫院
- 乃木坂站
- 乃木坂
- 乃木坂隧道
- 日本學術會議
- 星條旗新聞社（英语：Stars and Stripes (newspaper)）
- 國立新美術館
- 稻川會總本部
- 日本Crowd證券（日语：日本クラウド証券）

## 外部連結
- Tokyo/Roppongi on Wikivoyage

35°39′36″N 139°43′48″E / 35.66000°N 139.73000°E